# Миколенко Захар Юхимович
Миколенко Захар Юхимович (нар. 1893, с. Медвин Богуславського району — пом. 5 квітня 1938) — український військовик, вояк Медвинської повстанської дивізії.

## Життєпис
Народився та мешкав у с. Медвин. Працював рахівником медвинського сільпо. Учасник Медвинського повстання проти більшовиків, боєць Медвинської повстанської дивізії. 
Зі слів правнучки Миколенка Захарія Юхимовича Корольовоі Вікторії Станіславівни (1970 року нар., онука старшоі дочки Захарія Юхимовича Миколенко Євдокії Захаровни), є сумніви з приводу того, що Миколенко Захарій був бійцем повстанськоі дивізії у с. Медвин у 1920 році. Поділяв погляди організації? Можливо. Але бійцем не був. Захарій Юхимович (із розповідей його дружини і дітей) був людиною грамотною, освідченою. Працював рахівником у сільпо - це вірно, брав участь у організації у с. Медвин «ЛікБезу» - школи ліквідації безграмотності, дуже гарно грав на бандурі і співав. 
А цих факторів вже будо достатньо для того, щоб потрапити за грати у ті непрості часи (особливо гра на бандурі!!!!). Та як розповідала дружина Захарія, прабабуся Вікторії, Одарка, мав місце донос на Захарія Юхимовича, який став причиною арешту.
```
   До того часу, коли Миколенка Захарія забрали НКВС він вже мав дружину Одарку та п‘ятьох дітей: Євдокію, Клавдію, Валентину, Миколу, Катерину.
 До сьогодні найменша дочка Захарія Катерина Захарівна Миколенко (Винник) жива, їй 95 років. Вона, незважаючи на свій поважний вік, має світлий розум і прекрасну пам‘ять. Катерина Захарівна так і мешкає у с. Медвин, Богуславського району, Київськоі області. Більш того, Катерина мешкає у тій самій хаті, де жив Захарій Миколенко, де залишились його світлини, світлини його дружини та його дітей.
```

Трійкою при НКВС по Київській області 26 березня 1938 року засуджений до розстрілу. Миколенко Олександр Сергійович його прапраправнук.
Страчений більшовиками 5 квітня 1938 року поблизу Биковні, Київської області,  скоріше за все, на территорії 19-го і 20-го кварталів Дарницького лісництва. Там знаходяться місця разстрілів репресованих у сталінські часи. Так звані «Биковнянські могили».
Місце поховання невідомо.
Реабілітований у 1958 році.

## Світлини

Дмитро Салата і Захар Миколенко. Медвинські бандуристи, учні Антона Митяя, розстріляні за участь у Медвинському повстанні
Сім'я Миколенків з Медвина. Дочка Христина, батько Юхим, син Крисань, Ювсим, Захар – свідки Медвинського повстання